# Mistrovství světa ve fotbale hráčů do 20 let 1989
Mistrovství světa ve fotbale hráčů do 20 let 1989 bylo sedmým ročníkem tohoto turnaje a konalo se v Saúdské Arábii. Vítězem se stala portugalská fotbalová reprezentace do 20 let.

## Kvalifikace
Na turnaj se kvalifikovaly nejlepší týmy z jednotlivých kontinentálních mistrovství.
| - Afrika (CAF) - Nigérie - Mali - Asie (AFC) - Irák - Sýrie - Severní, Střední Amerika a Karibik (CONCACAF) - Kostarika - USA - Jižní Amerika (CONMEBOL) - Kolumbie - Brazílie - Argentina |  | - Evropa (UEFA) - Československo - Portugalsko - Sovětský svaz - NDR - Norsko - Španělsko - Hostitel - Saúdská Arábie |

## Základní skupiny

### Skupina A
| Tým            | B | Z | V | R | P | VG | IG | +/- |
| -------------- | - | - | - | - | - | -- | -- | --- |
| Portugalsko    | 4 | 3 | 2 | 0 | 1 | 2  | 3  | -1  |
| Nigérie        | 3 | 3 | 1 | 1 | 1 | 3  | 3  | 0   |
| Československo | 3 | 3 | 1 | 1 | 1 | 2  | 2  | 0   |
| Saúdská Arábie | 2 | 3 | 1 | 0 | 2 | 4  | 3  | +1  |

| 16. února 1989 18:00 |          |                         |                                                                                    |
| Saúdská Arábie       | 1:2      | Nigérie                 | Stadion krále Fahda, Rijád diváci: 70 000 rozhodčí: Marcel van Langenhove (Belgie) |
| Al Suraiti 16'       | (Report) | Adepoju 52' Ohenhen 87' | Stadion krále Fahda, Rijád diváci: 70 000 rozhodčí: Marcel van Langenhove (Belgie) |

| 17. února 1989 18:00 |          |             |                                                                                    |
| Československo       | 0:1      | Portugalsko | Stadion krále Fahda, Rijád diváci: 70 000 rozhodčí: José Roberto Wright (Brazílie) |
|                      | (Report) | Alves 88'   | Stadion krále Fahda, Rijád diváci: 70 000 rozhodčí: José Roberto Wright (Brazílie) |

| 19. února 1989 18:00 |          |                |                                                                                 |
| Saúdská Arábie       | 0:1      | Československo | Stadion krále Fahda, Rijád diváci: 20 000 rozhodčí: Alan Snoddy (Severní Irsko) |
|                      | (Report) | Látal 52'      | Stadion krále Fahda, Rijád diváci: 20 000 rozhodčí: Alan Snoddy (Severní Irsko) |

| 20. února 1989 18:00 |          |                |                                                                         |
| Nigérie              | 0:1      | Portugalsko    | Stadion krále Fahda, Rijád diváci: 7 000 rozhodčí: Egil Nervik (Norsko) |
|                      | (Report) | João Pinto 79' | Stadion krále Fahda, Rijád diváci: 7 000 rozhodčí: Egil Nervik (Norsko) |

| 22. února 1989 15:45                        |          |             |                                                                                   |
| Saúdská Arábie                              | 3:0      | Portugalsko | Stadion krále Fahda, Rijád diváci: 8 000 rozhodčí: José Roberto Wright (Brazílie) |
| Al Harbi 52' Al Romaihi 56' Al Debaikhi 83' | (Report) |             | Stadion krále Fahda, Rijád diváci: 8 000 rozhodčí: José Roberto Wright (Brazílie) |

| 22. února 1989 18:00 |          |                |                                                                                  |
| Nigérie              | 1:1      | Československo | Stadion krále Fahda, Rijád diváci: 8 000 rozhodčí: Arturo Brizio Carter (Mexiko) |
| Nwosu 72'            | (Report) | Látal 14'      | Stadion krále Fahda, Rijád diváci: 8 000 rozhodčí: Arturo Brizio Carter (Mexiko) |

### Skupina B
| Tým           | B | Z | V | R | P | VG | IG | +/- |
| ------------- | - | - | - | - | - | -- | -- | --- |
| Sovětský svaz | 6 | 3 | 3 | 0 | 0 | 7  | 2  | +5  |
| Kolumbie      | 2 | 3 | 1 | 0 | 2 | 3  | 4  | -1  |
| Sýrie         | 2 | 3 | 1 | 0 | 2 | 4  | 6  | -2  |
| Kostarika     | 2 | 3 | 1 | 0 | 2 | 2  | 4  | -2  |

| 17. února 1989 15:45 |          |          |                                                                                    |
| Kostarika            | 1:0      | Kolumbie | Prince Mohamed bin Fahd Stadium diváci: 11 000 rozhodčí: Al Nasir (Saúdská Arábie) |
| González 88'         | (Report) |          | Prince Mohamed bin Fahd Stadium diváci: 11 000 rozhodčí: Al Nasir (Saúdská Arábie) |

| 17. února 1989 18:00         |          |           |                                                                                        |
| Sovětský svaz                | 3:1      | Sýrie     | Prince Mohamed bin Fahd Stadium diváci: 11 000 rozhodčí: Juan Antonio Bava (Argentina) |
| Tedejev 29' Salenko 49', 83' | (Report) | Sibai 65' | Prince Mohamed bin Fahd Stadium diváci: 11 000 rozhodčí: Juan Antonio Bava (Argentina) |

| 19. února 1989 18:00 |          |               |                                                                                |
| Kostarika            | 0:1      | Sovětský svaz | Prince Mohamed bin Fahd Stadium diváci: 5 000 rozhodčí: Aron Schmidhuber (NSR) |
|                      | (Report) | Matvějev 84'  | Prince Mohamed bin Fahd Stadium diváci: 5 000 rozhodčí: Aron Schmidhuber (NSR) |

| 20. února 1989 18:00 |          |       |                                                                                       |
| Kolumbie             | 2:0      | Sýrie | Prince Mohamed bin Fahd Stadium diváci: 9 545 rozhodčí: Kenneth Wallace (Nový Zéland) |
| Muñoz 42' Osorio 85' | (Report) |       | Prince Mohamed bin Fahd Stadium diváci: 9 545 rozhodčí: Kenneth Wallace (Nový Zéland) |

| 22. února 1989 15:45 |          |                          |                                                                               |
| Kostarika            | 1:3      | Sýrie                    | Prince Mohamed bin Fahd Stadium diváci: 6 000 rozhodčí: Badara Sene (Senegal) |
| Brenes 80'           | (Report) | Helou 16', 45' Afash 30' | Prince Mohamed bin Fahd Stadium diváci: 6 000 rozhodčí: Badara Sene (Senegal) |

| 22. února 1989 18:00 |          |                                |                                                                                |
| Kolumbie             | 1:3      | Sovětský svaz                  | Prince Mohamed bin Fahd Stadium diváci: 9 770 rozhodčí: Tullio Lanese (Itálie) |
| Muñoz 5'             | (Report) | Timošenko 25' Salenko 29', 32' | Prince Mohamed bin Fahd Stadium diváci: 9 770 rozhodčí: Tullio Lanese (Itálie) |

### Skupina C
| Tým      | B | Z | V | R | P | VG | IG | +/- |
| -------- | - | - | - | - | - | -- | -- | --- |
| Brazílie | 6 | 3 | 3 | 0 | 0 | 10 | 1  | +9  |
| USA      | 3 | 3 | 1 | 1 | 1 | 4  | 4  | 0   |
| NDR      | 2 | 3 | 1 | 0 | 2 | 3  | 4  | -1  |
| Mali     | 1 | 3 | 0 | 1 | 2 | 1  | 9  | -8  |

| 17. února 1989 16:30            |          |     |                                                       |
| Brazílie                        | 2:0      | NDR | Džidda diváci: 35 000 rozhodčí: Neil Midgley (Anglie) |
| Marcelo Henrique 35' França 68' | (Report) |     | Džidda diváci: 35 000 rozhodčí: Neil Midgley (Anglie) |

| 17. února 1989 18:45 |          |          |                                                        |
| Mali                 | 1:1      | USA      | Džidda diváci: 35 000 rozhodčí: Elías Jácome (Ekvádor) |
| Nfaly 42'            | (Report) | Snow 11' | Džidda diváci: 35 000 rozhodčí: Elías Jácome (Ekvádor) |

| 19. února 1989 18:45                                 |          |      |                                                                 |
| Brazílie                                             | 5:0      | Mali | Džidda diváci: 10 000 rozhodčí: Ahmed Mohammed Jassim (Bahrajn) |
| Cássio 50' Bismarck 53', 83' Sonny Anderson 66', 80' | (Report) |      | Džidda diváci: 10 000 rozhodčí: Ahmed Mohammed Jassim (Bahrajn) |

| 20. února 1989 18:45 |          |                           |                                                           |
| NDR                  | 0:2      | USA                       | Džidda diváci: 10 000 rozhodčí: Idrissa Sarr (Mauritánie) |
|                      | (Report) | Dayak 47' Snow 87' (pen.) | Džidda diváci: 10 000 rozhodčí: Idrissa Sarr (Mauritánie) |

| 22. února 1989 16:30                                 |          |           |                                                               |
| Brazílie                                             | 3:1      | USA       | Džidda diváci: 25 000 rozhodčí: Hubert Forstinger (Austrálie) |
| Bismarck 39' Marcelo Henrique 44' Sonny Anderson 55' | (Report) | Dayak 10' | Džidda diváci: 25 000 rozhodčí: Hubert Forstinger (Austrálie) |

| 22. února 1989 18:45             |          |      |                                                              |
| NDR                              | 3:0      | Mali | Džidda diváci: 25 000 rozhodčí: José Carlos Ortiz (Kolumbie) |
| Prausse 28' Fuchs 46' Jahnig 55' | (Report) |      | Džidda diváci: 25 000 rozhodčí: José Carlos Ortiz (Kolumbie) |

### Skupina D
| Tým       | B | Z | V | R | P | VG | IG | +/- |
| --------- | - | - | - | - | - | -- | -- | --- |
| Irák      | 6 | 3 | 3 | 0 | 0 | 4  | 0  | +4  |
| Argentina | 2 | 3 | 1 | 0 | 2 | 3  | 3  | 0   |
| Norsko    | 2 | 3 | 1 | 0 | 2 | 4  | 5  | -1  |
| Španělsko | 2 | 3 | 1 | 0 | 2 | 4  | 7  | -3  |

| 17. února 1989 16:30 |          |            |                                                                                |
| Norsko               | 0:1      | Irák       | King Fahd Stadium, Taif diváci: 14 000 rozhodčí: José Torres Cadena (Kolumbie) |
|                      | (Report) | Saddam 66' | King Fahd Stadium, Taif diváci: 14 000 rozhodčí: José Torres Cadena (Kolumbie) |

| 17. února 1989 18:45 |          |                                            |                                                                       |
| Argentina            | 1:2      | Španělsko                                  | King Fahd Stadium, Taif diváci: 14 000 rozhodčí: Alexey Spirin (SSSR) |
| Simeone 12'          | (Report) | Moisés 26' Villabona 58' (pen.) 58' (pen.) | King Fahd Stadium, Taif diváci: 14 000 rozhodčí: Alexey Spirin (SSSR) |

| 19. února 1989 18:45 |          |                        |                                                                      |
| Norsko               | 0:2      | Argentina              | King Fahd Stadium, Taif diváci: 3 000 rozhodčí: Arturo Angeles (USA) |
|                      | (Report) | Biazotti 5' Ubaldi 89' | King Fahd Stadium, Taif diváci: 3 000 rozhodčí: Arturo Angeles (USA) |

| 20. února 1989 18:45  |          |           |                                                                       |
| Irák                  | 2:0      | Španělsko | King Fahd Stadium, Taif diváci: 13 500 rozhodčí: Chen Shengcai (Čína) |
| Kareem 41' Shabib 51' | (Report) |           | King Fahd Stadium, Taif diváci: 13 500 rozhodčí: Chen Shengcai (Čína) |

| 22. února 1989 16:30                                     |          |                  |                                                                        |
| Norsko                                                   | 4:2      | Španělsko        | King Fahd Stadium, Taif diváci: 17 000 rozhodčí: Neji Jouini (Tunisko) |
| Drillestad 43' Johansen 47' Bohinen 58' Mellemstrand 90' | (Report) | Pinilla 46', 49' | King Fahd Stadium, Taif diváci: 17 000 rozhodčí: Neji Jouini (Tunisko) |

| 22. února 1989 18:45 |          |           |                                                                               |
| Irák                 | 1:0      | Argentina | King Fahd Stadium, Taif diváci: 17 000 rozhodčí: Jozef Marko (Československo) |
| Swadi 67' (pen.)     | (Report) |           | King Fahd Stadium, Taif diváci: 17 000 rozhodčí: Jozef Marko (Československo) |

## Play off

### Čtvrtfinále
| 25. února 1989 18:00 |          |          |                                                                          |
| Portugalsko          | 1:0      | Kolumbie | Stadion krále Fahda, Rijád diváci: 5 000 rozhodčí: Neji Jouini (Tunisko) |
| Jorge Couto 40'      | (Report) |          | Stadion krále Fahda, Rijád diváci: 5 000 rozhodčí: Neji Jouini (Tunisko) |

| 25. února 1989 18:00                      |                         |                                        |                                                                                       |
| Sovětský svaz                             | 4:4 (prodl.) (3-5 pen.) | Nigérie                                | Prince Mohamed bin Fahd Stadium diváci: 10 000 rozhodčí: Hubert Forstinger (Rakousko) |
| Kiriakov 30', 58' Tedejev 45' Salenko 46' | (Report)                | Ohenhen 61', 75' Elijah 83' Ugbade 84' | Prince Mohamed bin Fahd Stadium diváci: 10 000 rozhodčí: Hubert Forstinger (Rakousko) |

| 25. února 1989 18:45 |          |           |                                                        |
| Brazílie             | 1:0      | Argentina | Džidda diváci: 35 000 rozhodčí: Tullio Lanese (Itálie) |
| Marcelo Henrique 15' | (Report) |           | Džidda diváci: 35 000 rozhodčí: Tullio Lanese (Itálie) |

| 25. února 1989 18:45 |          |                         |                                                                         |
| Irák                 | 1:2      | USA                     | King Fahd Stadium, Taif diváci: 18 000 rozhodčí: Aron Schmidhuber (NSR) |
| Kareem 35'           | (Report) | Henderson 17' Brose 56' | King Fahd Stadium, Taif diváci: 18 000 rozhodčí: Aron Schmidhuber (NSR) |

### Semifinále
| 28. února 1989 18:00 |          |          |                                                                                  |
| Portugalsko          | 1:0      | Brazílie | Stadion krále Fahda, Rijád diváci: 15 000 rozhodčí: Jozef Marko (Československo) |
| Amaral 68'           | (Report) |          | Stadion krále Fahda, Rijád diváci: 15 000 rozhodčí: Jozef Marko (Československo) |

| 28. února 1989 18:45 |              |                 |                                                       |
| Nigérie              | 2:1 (prodl.) | USA             | Džidda diváci: 40 000 rozhodčí: Neil Midgley (Anglie) |
| Adepoju 47', 93'     | (Report)     | Snow 52' (pen.) | Džidda diváci: 40 000 rozhodčí: Neil Midgley (Anglie) |

### O 3. místo
| 3. března 1989 15:45    |          |     |                                                                           |
| Brazílie                | 2:0      | USA | Stadion krále Fahda, Rijád diváci: 65 000 rozhodčí: Neji Jouini (Tunisko) |
| Franca 65' Leonardo 69' | (Report) |     | Stadion krále Fahda, Rijád diváci: 65 000 rozhodčí: Neji Jouini (Tunisko) |

### Finále
| 3. března 1989 18:00           |          |         |                                                                            |
| Portugalsko                    | 2:0      | Nigérie | Stadion krále Fahda, Rijád diváci: 65 000 rozhodčí: Aron Schmidhuber (NSR) |
| Abel Silva 44' Jorge Couto 76' | (Report) |         | Stadion krále Fahda, Rijád diváci: 65 000 rozhodčí: Aron Schmidhuber (NSR) |

## Vítěz
| Mistrovství světa ve fotbale hráčů do 20 let 1989 Portugalsko (1.titul) Fernando Brassard • Abel Silva • Paulo Alves • Paulo Sousa • Mário Morgado • Jorge Couto • Tózé • Hélio Sousa • Xavier • Paulo Madeira • Filipe Ramos • José Bizarro • António Resende • João Pinto • Valido • Fernando Couto • António Folha • Amaral |